# Dendrobium nitidicolle
Dendrobium nitidicolle är en orkidéart som beskrevs av Johannes Jacobus Smith. Dendrobium nitidicolle ingår i släktet Dendrobium, och familjen orkidéer. Inga underarter finns listade i Catalogue of Life.